# 再興感染症
再興感染症（さいこうかんせんしょう、英語: re-emerging infectious disease）とは、その発症が一時期は減少していたが、再び注目されるようになった感染症に対する総称である。抗生物質などの発達により一時期は制圧できたものの、何らかの原因で再度公衆衛生上問題となった疾患を指す。
現在再興感染症に挙げられるものとして、結核、マラリア、デング熱、狂犬病、黄色ブドウ球菌感染症などがある。
一旦制圧した感染症が再度増加する原因として以下のものが考えられる。
- 耐性菌の増加
- 地球温暖化による生態系の変化
- 交通手段の発達
- 病原性の強毒化

WHOの定義によると、再興感染症は「かつて存在した感染症で公衆衛生上ほとんど問題とならないようになっていたが、近年再び増加してきたもの、あるいは将来的に再び問題となる可能性がある感染症」とされている。この定義は1990年に初めて発表された。
なお、類似した概念として新興感染症がある。

## 主な再興感染症
- ウイルス：インフルエンザ、麻疹、デング熱、黄熱、日本脳炎、狂犬病など
- 細菌：サルモネラ感染症、腸チフス、赤痢、コレラ、黄色ブドウ球菌感染症、化膿レンサ球菌感染症、結核、ジフテリア、梅毒、ペストなど
- 寄生虫：マラリア、アメーバ赤痢、エキノコックス症など